# Bahnhof Altranft
Der Bahnhof Altranft ist Haltepunkt und ehemaliger Bahnhof im Ortsteil Altranft der Stadt Bad Freienwalde (Oder) im Landkreis Märkisch-Oderland. Das Empfangsgebäude steht unter Denkmalschutz und repräsentiert im Brandenburgischen Freilichtmuseum Altranft die bedeutende Anbindung des Ortes an den Schienenverkehr.

## Lage
Altranft liegt am Streckenkilometer 68,7 der Bahnstrecke Eberswalde–Frankfurt (Oder), gezählt vom früheren Stettiner Bahnhof in Berlin. Der Ortskern befindet sich etwa 500 Meter nördlich. Die Betriebsstelle grenzt an die Alte Heerstraße. Der Bahnhof Bad Freienwalde (Oder) liegt rund fünf Kilometer nördlich, der Bahnhof Wriezen ungefähr sieben Kilometer südlich. Altranft liegt im Gebiet des Verkehrsverbundes Berlin-Brandenburg (VBB).

## Geschichte
Der Bahnhof in Altranft wurde erst nach Eröffnung der Strecke eingerichtet. Der Gutsherr Graf Edwin von Hacke, der Reichstagsabgeordneter war, setzte einen Haltepunkt für den Ort durch. Dieser ging am 20. Juli 1880 in Betrieb. In seiner Anfangszeit wurde er etwa von 38 Fahrgästen täglich genutzt. Zunächst fand die Eisenbahn in Altranft viel Zuspruch. Kritisiert wurden nur eine fehlende Wartehalle und Unterstellmöglichkeiten. Schließlich kamen zwei Nebengleise, ein Inselbahnsteig und Signalanlagen hinzu. 1901 entstand ein Empfangsgebäude. Bis 1932 trug die Station den Namen Alt Ranft, was dann in Altranft geändert wurde.
Bis 1953 gehörte Altranft dem Betriebsamt Eberswalde an. Dieses wiederum gehörte bis 1945 der Reichsbahndirektion (Rbd) Stettin an. Nachdem sich im selben Jahr die Grenzen zwischen Deutschland und Polen änderten, kam der Haltepunkt zur Rbd Greifswald. Mit einer weiteren Änderung der Direktionsgrenzen zum 1. Januar 1954 gehörte die Betriebsstelle endgültig zur Rbd Berlin. Seit dem 1. September 1967 handelt sich es bei Altranft nicht mehr um einen selbstständigen Bahnhof, da dieser dem Bahnhof Wriezen unterstellt wurde.
Der planmäßige Güterverkehr im Bahnhof wurde zum 31. Dezember 1971 eingestellt. Bis 1991 erfolgten noch gelegentlich Schrottverladungen. Es war noch bis Mai 1993 möglich, in Altranft Fahrkarten am Schalter zu erwerben. Bis 2005 war der Haltepunkt gleichzeitig eine Blockstelle, der zuständige Fahrdienstleiter übernahm gleichzeitig die Aufgaben eines Schrankenposten wahr.

## Anlagen

### Bahnsteige und Gleise
1962 gab es einen 252 Meter langen Bahnsteig am durchgehenden Hauptgleis 1 sowie das Nebengleis 4 mit angeschlossener Ladestraße. Das Ladegleis hatte eine Nutzlänge von 270 Meter. Mit drei örtlich bedienten Weichen wurde der Verkehr geregelt. Zudem gab es je zwei Ein- und Ausfahrsignale als Formsignale. Zu Beginn der 1970er Jahre befanden sich auf dem nicht mehr genutzten Ladegleis viele ausgemusterte Lokomotiven, die verschrottet werden sollten.

### Empfangsgebäude
Im Empfangsgebäude befand sich seit dessen Eröffnung im Jahre 1901 ein Dienst-, zwei Warteräume und eine Wohnung für den Bahnhofsvorsteher. Es handelt sich dabei um einen zweigeschossigen massiven Ziegelbau mit Satteldach. Das Gebäude besitzt umlaufende Gesimsbänder und flachbogige Fenster und Türen. 1912 wurde der Bau um ein mechanisches Stellwerk in einem eingeschossigen Anbau zur Bahnsteigseite hin erweitert. Das Stellwerk war bis zur Aufgabe der Blockstelle im Jahr 2005 besetzt.

### Weitere Anlagen
An einer Ladestraße befand sich ein Güterschuppen und eine Laderampe. Bis 1904 existierte auf der gegenüberliegenden Seite ein Anschlussgleis zu einer Brikettfabrik.

## Anbindung

### Regionalzugverkehr
Der Haltepunkt wird im Stundentakt von der Regionalbahnlinie RB 60 bedient, die seit Dezember 2014 die Niederbarnimer Eisenbahn betreibt. Davor wurde sie von der Ostdeutschen Eisenbahn als OE 60 betrieben.
| Linie                    | Linienverlauf | Takt (min) | EVU                      |
| ------------------------ | --- | ---------- | ------------------------ |
| RB 60                    | Eberswalde Hbf – Niederfinow – Falkenberg (Mark) – Bad Freienwalde – Altranft – Wriezen – Neutrebbin – Letschin – Werbig – Seelow (Mark) – Frankfurt (Oder) | 60         | Niederbarnimer Eisenbahn |
| Stand: 15. Dezember 2024 | |            |                          |

### Busverkehr
Mehrere Buslinien der Barnimer Busgesellschaft und Märkisch-Oderland Bus halten auch am Bahnhof Altranft an. Zwischen Bad Freienwalde und Wriezen fahren dabei alle Linien nahezu parallel zur Regionalbahnlinie 60. Die Linie 889 verkehrt als PlusBus, womit ein Stundentakt (WE Zwei-Stunden-Takt) herrscht. Die Linie 886 stellt nur einen Verstärker zur 886 da, bis auf einen anderen Linienverlauf in Wriezen. Die 885 und 958 verkehren mit nur einzelnen Fahrten am Tag, um die Schüler zu transportieren.
| Linie | Verlauf                                                                    | Betreiber | Takt          |
| ----- | -------------------------------------------------------------------------- | --------- | ------------- |
| 885   | Bad Freienwalde – Altranft – Wriezen – Lüdersdorf – Harnekop – Prötzel     | BBG       | Einzelfahrten |
| 886   | Bad Freienwalde – Altranft – Wriezen                                       | BBG       | 60'/120'      |
| 889   | Bad Freienwalde – Altranft – Wriezen – Schulzendorf – Prötzel – Strausberg | BBG/mobus | 60' (WE 120') |
| 958   | Bad Freienwalde – Altranft – Wriezen – Neuhardenberg – Platkow – Seelow    | mobus     | Einzelfahrten |

BBG = Barnimer Busgesellschaft; mobus = Märkisch-Oderland Bus